# Pàvel Akselrod
|  | No s'ha de confondre amb Liubov Akselrod. |

Pàvel Boríssovitx Akselrod (en rus: Па́вел Бори́сович Аксельро́д) (Potxep, Imperi Rus, 25 d'agost de 1850Nota 1 - Berlín, 16 d'abril de 1928) fou un activista i teòric marxista rus d'origen jueu, principal ideòleg i prominent dirigent de l'ala menxevic del Partit Obrer Socialdemòcrata Rus (POSDR).
Akselrod va ser el dirigent menxevic que més va contribuir a perfilar el corrent dins del Partit Obrer Socialdemòcrata Rus, i a definir la seva postura en els principals temes que la distingien dels bolxevics. El seu principal objectiu com a teòric socialista fou adaptar els postulats dels teòrics socialistes d'Europa occidental a la situació russa del moment.
Originàriament partidari de Mikhaïl Bakunin, va ser un dels fundadors del marxisme rus el 1883, evolucionant políticament durant l'últim quart del segle xix. Va ser un dels pocs dirigents socialistes russos que provenia d'una família pobra i que no va tenir una acurada educació a causa d'això.
Un dels principals ideòlegs marxistes russos, Gueorgui Plekhànov, va formar juntament amb ell el grup Emancipació del Treball, una organització per a la producció de literatura socialista. Especialitzat en qüestions organitzatives i tàctiques del moviment socialdemòcrata rus, en la disputa del 2n Congrés del Partit Obrer Socialdemòcrata Rus es va alinear amb el corrent menxevic, del qual va ser el principal ideòleg, malgrat les seves temporals diferències amb altres dirigents de la fracció. Oposat a la presa del poder, que considerava prematura, tant en la Revolució de 1905 com en la de 1917, va viure a l'exili excepte en dos breus períodes que van coincidir amb les revolucions.
A Estocolm, quan els bolxevics van enderrocar al feble Govern Provisional Rus, no va tornar a Rússia i es va instal·lar a Alemanya, on va tractar en va de demanar el suport dels socialistes europeus contra el govern soviètic. Va morir a l'exili a Berlín.